# Jungle Fight 80
Jungle Fight 80 foi um evento de artes marciais mistas promovido pelo Jungle Fight, que ocorreu em 22 de agosto de 2015, em São Paulo, São Paulo. O Jungle Fight 80, foi um verdadeiro show. Com a presença do diretor do UFC no Brasil, Giovani Decker, os atletas não decepcionaram. Das 14 lutas de MMA, apenas uma foi decidida pelos juízes laterais. Nas demais, nocautes e finalizações foram a tônica do evento. Na disputa do cinturão dos moscas (até 57kg), o baiano Bruno “The Talent”, representando a Champion Team, desbancou o desafiante Zé Reborn, de Alagoas, e se manteve no topo da categoria.Na co-luta principal valia o cinturão dos médios e começou com André Lobato em ritmo alucinante. Em seu primeiro golpe, o atleta de Belém do Pará encaixou um duríssimo direto de esquerda que levou Hoffmann à lona. Com o jiu-jitsu alinhado, Lobato precisou de apenas 44 segundos para ajustar a chave de tornozelo que obrigou o gaúcho a dar os três tapinhas. Fim de papo e Belém volta a ter um campeão do maior evento de MMA da América Latina.Na última luta do card social, uma polêmica: Ao encaixar um leglock, Danilo Andreani, da Colisão MMA, sentiu seu adversário bater e soltou a posição, porém, o árbitro Alessandro Souza não entendeu como desistência e seguiu o combate. Em seguida, Hermison Oliveira, representando a Charles Oliveira Gold Team, conseguiu pegar Danilo no mata-leão obrigando o atleta a desistir. Porém, com os protestos da torcida e a reclamação do treinador de Danilo, os árbitros se reuniram e, a partir do replay das imagens, resolveram terminar a luta em no contest, assim, o combate terá um novo capítulo nas próximas edições do Jungle Fight..

## Ligações Externas
1. ↑  Permaneceu campeão dos Moscas do Jungle Fight
2. ↑  novo campeão dos Médios do Jungle Fight
3. ↑  28-29 27-30 28-29